# DDR-Meisterschaft im Straßenrennen 1985
Die DDR-Meisterschaft im Straßenrennen 1985 fand am 15. Juli in Schleiz in Thüringen statt und wurde als Eintagesrennen ausgetragen.

## Strecke
Das Rennen führte über einen Kurs, der aus 20 Runden bestand. Ausgefahren wurde das Meisterschaftsrennen auf dem Schleizer Dreieck mit Start und Ziel in Schleiz. Diese Strecke war 172,4 Kilometer lang. Es war die 37. Austragung der DDR-Meisterschaft im Straßenrennen.

## Rennverlauf
86 Radrennfahrer aus den Sportclubs der DDR sowie aus 18 Betriebssportgemeinschaften (BSG) waren am Start, darunter alle Fahrer der DDR-Nationalmannschaft.
In der 13. Runde formierte sich nach vielen vorangegangenen Attacken die entscheidende Spitzengruppe. Fünf Fahrer fuhren bis zum Ziel einen Vorsprung von mehr als zwei Minuten heraus. Den Zielsprint gewann Martin Goetze deutlich.
63 Fahrer erreichten das Ziel.

## Ergebnis
|     | Fahrer          | Verein/Ort                    | Zeit (h)       |
| --- | --------------- | ----------------------------- | -------------- |
| 01. | Martin Goetze   | SC DHfK Leipzig               | 4:35:19        |
| 02. | Christian Jäger | TSC Berlin                    | gl. Zeit       |
| 03. | Lutz Lötzsch    | SC Karl-Marx-Stadt            | gl. Zeit       |
| 04. | Jens Heppner    | SG Wismut Gera                | gl. Zeit       |
| 05. | Dan Radtke      | ASK Vorwärts Frankfurt (Oder) | gl. Zeit       |
| 06. | Falk Boden      | ASK Vorwärts Frankfurt (Oder) | + 2:45 Minuten |
| 0 … |                 |                               |                |

## Weblink
- DDR-Meisterschaft im Straßenradsport in der Datenbank von Radsportseiten.com